# Reilly Opelka
Reilly Sewerin Opelka (St. Joseph, 28 agosto 1997) è un tennista statunitense.
Giocatore di estrema potenza, ha conquistato 4 titoli in singolare e uno in doppio nel circuito maggiore. I suoi migliori ranking ATP sono stati il 17º in singolare nel febbraio 2022 e l'89º in doppio nell'agosto 2021.

## Vita personale
Ha iniziato a giocare a tennis all'età di 6 anni. A 8 si trasferì in Florida a Palm Coast per seguire il padre George per motivi di lavoro e la madre Lynne. Lì iniziò ad appassionarsi al tennis grazie ai contatti stretti dal padre sui campi da golf con l'ex tennista Tom Gullikson. Crescendo, il suo idolo è stato Juan Martín del Potro. È un tifoso della squadra di football dei Chicago Bears e la squadra di basket dei Chicago Bulls di Chicago dove ha legami familiari. La sua forte passione per l'Italia lo porta spesso a seguire la squadra di calcio della Lazio, di cui è un acceso sostenitore. È il miglior amico del collega e connazionale Taylor Fritz, cui ha fatto anche da testimone alle nozze.
È un grande appassionato di moda, possiede una collezione personale di dipinti e opere d'arte nella sua abitazione di Delray Beach, in Florida ed è sponsorizzato, unico fra tutti i tennisti, da una galleria d'arte, la "Tim van Laere Gallery" di Anversa.

## Carriera

### Junior
Allenato nei suoi primi anni da Tom Gullikson (2005-2010), Opelka venne istruito nel corretto uso dei fondamentali e delle tattiche di gioco, inoltre grazie al suo coach, ex-tennista, ebbe l'opportunità di vedere da vicino i tennisti professionisti e di studiare le caratteristiche del loro gioco, raggiungendo la prima posizione nella classifica statale junior under 12, in seguito alla quale si trasferisce al centro USTA della Federazione tennistica statunitense di Boca Raton dove viene seguito da Diego Moyano. Il primo risultato di rilievo tra gli juniores è la vittoria nell'Eddie Herr Invitational su Frances Tiafoe a Bradenton, seguito dalla semifinale raggiunta in singolare nel dicembre 2014 al prestigioso Orange Bowl. Nel giugno successivo raggiunge i quarti di finale nel singolare juniores al Roland Garros. Un mese dopo ottiene il migliore risultato da juniores a Wimbledon a cui giunge dopo aver giocato in carriera un solo torneo su erba la settimana prima a Roehampton. Vince il torneo di singolare battendo in semifinale il nº 1 della classifica junior Taylor Fritz e in finale Mikael Ymer, mentre in doppio perde la finale in coppia con Akira Santillan. Sempre a luglio riceve la wild card per il Binghamton Challenger e perde al primo turno da Sekou Bangoura, una settimana dopo esordisce nel circuito ATP ad Atlanta e viene sconfitto al primo turno da Shuichi Sekiguchi. Nell'agosto di quell'anno raggiunge la 4ª posizione nel ranking mondiale juniores. Nello stesso anno partecipa anche alle qualificazioni degli US Open e viene battuto al secondo turno da Kimmer Coppejans.

### 2016, esordio nel circuito ATP, primo titolo Challenger
Il 2016 è un anno ricco di soddisfazioni per l'americano. Entra per la prima volta in un main draw ATP (da lucky loser) a Houston, dove perde subito da Sam Querrey. Quattro mesi dopo arriva in semifinale ad Atlanta grazie ai successi su Kevin Anderson e Donald Young per poi essere fermato da John Isner. Disputa il suo ultimo torneo nella categoria ITF nel giugno 2016. Al Masters 1000 di Cincinnati perde al secondo turno dopo avere sconfitto Jérémy Chardy. A novembre conquista il primo titolo nel circuito Challenger a Charlottesville superando in finale Ruben Bemelmans col punteggio di 6-4, 2-6, 7-6.

### 2017, periodo negativo e primi infortuni
Inizia il 2017 qualificandosi per gli Australian Open, e perde al primo turno da Goffin in cinque set. Dopo qualche apparizione nei Challenger, perde da Gojowczyk al primo turno al Masters di Indian Wells. Attraversa quindi una serie di alti e bassi nei tornei successivi, compreso il Roland Garros, dove perde all'ultimo turno delle qualificazioni da Jarry. A Wimbledon esce invece al primo turno delle qualificazioni. Per il resto della stagione non riesce a interrompere il ciclo di queste premature uscite dai tornei, dovute in parte a infortuni persistenti alle gambe e ai piedi.

### 2018, mononucleosi, tre titoli Challenger, ingresso in top 100
Anche nel 2018 continua ad avere prestazioni negative nei tornei ATP a causa di problemi di salute già verificatisi l'anno precedente. Riesce tuttavia a conseguire buoni risultati nei Challenger, in cui raggiunge più d'una volta le semi-finali di torneo, mentre a Bordeaux conquista il titolo battendo in finale Grégoire Barrère per 6-7, 6-4, 7-5. A questa vittoria seguono le finali alle Challenger Series di Chicago e a Cary, perse rispettivamente contro , Istomin e Duckworth. A fine stagione vince sul duro indoor i tornei Challenger di Knoxville, ai danni di Bjorn Fratangelo, e di Champaign-Urbana, su Ryan Shane, successi con cui fa il suo ingresso nella top 100 della classifica singolare ATP, nonostante i problemi di mononucleosi che ha dovuto affrontare in estate.
A fine anno cambia allenatore e si affida a Jay Berger, che ha appena chiuso il rapporto con Jack Sock.

### 2019, primo titolo ATP, terzo turno a Wimbledon, tre semifinali ATP, 31º nel ranking
Il 17 febbraio 2019 conquista il suo primo titolo ATP a New York, batte tra gli altri Isner prima della finale contro Brayden Schnur vinta con il punteggio di 6-1, 6-7, 7-6. A Wimbledon raggiunge per la prima volta il terzo turno e cede in tre set a Milos Raonic. Perde in semifinale ad Atlanta contro Alex de Minaur e a Tokyo contro John Millman. Al suo ultimo impegno stagionale, di nuovo de Minaur lo ferma in semifinale a Basilea e Opelka sale alla 31ª posizione del ranking.

### 2020, secondo titolo ATP, quarti di finale Masters 1000
Dopo un inizio di stagione non brillante, al torneo ATP di Delray Beach elimina Gulbis, McDonald, Kwon e in semifinale Raonic; conquista il suo secondo titolo ATP sconfiggendo Nishioka col punteggio di 7-5, 6-7, 6-2. Dopo la lunga interruzione delle competizioni a causa della pandemia di COVID-19, viene battuto da Stefanos Tsitsipas nei quarti di finale al Masters 1000 di Cincinnati, mentre perde al turno di esordio agli US Open. Esce nei quarti di finale a San Pietroburgo dopo aver eliminato il nº 6 del mondo Daniil Medvedev.

### 2021, finale Masters 1000, titolo ATP in doppio, quarto turno agli US Open e top 20
Dopo un inizio di stagione negativo, torna a mettersi in evidenza agli Internazionali d'Italia battendo fra gli altri Lorenzo Musetti e Aslan Karacev e cede in semifinale contro il vincitore e pluricampione Rafael Nadal. Agli Open di Francia perde al terzo turno contro Medvedev, dopo aver battuto gli specialisti della terra rossa Andrej Martin e Jaume Munar. Insieme a Jannik Sinner raggiunge la finale di doppio all'ATP 250 di Atlanta, sconfiggono fra gli altri i quotati Arévalo / Reyes Varela e vincono il titolo battendo in finale Steve Johnson e Jordan Thompson per 6-4, 6-7, [10-3].
Ad agosto raggiunge la finale al Masters 1000 di Toronto con le vittorie su Nick Kyrgios, Grigor Dimitrov, Lloyd Harris, Roberto Bautista Agut e Tsitsipas in semifinale, e viene sconfitto dal nº 2 del mondo Medvedev in due set. Con questo risultato porta il miglior ranking alla 23ª posizione. Qualche settimana sale alla 19ª dopo il quarto turno raggiunto per la prima volta in uno Slam agli US Open con la vittoria sul top 40 Nikoloz Basilashvili, e viene eliminato da Lloyd Harris in quattro set.

### 2022, due titoli ATP, un'altra finale ATP, 17º nel ranking e infortunio
Al terzo turno dell'Australian Open perde da Denis Shapovalov. A febbraio, nella semifinale vinta contro Isner a Dallas, stabilisce due record del circuito ATP, il primo alla fine del secondo set per il tiebreak più lungo, terminato 24-22, e il secondo per numero di servizi vincenti, 39, in un incontro di due set. Vince quindi l'edizione inaugurale del torneo battendo in finale Jenson Brooksby col punteggio di 7-6, 7-6. Si spinge fino alla finale anche al successivo torneo di Delray Beach e viene sconfitto da Cameron Norrie dopo due tie-break. Con questi risultati porta il miglior ranking al 17º posto mondiale. Arriva al terzo turno del Masters 1000 di Indian Wells con le vittorie su Musetti e Shapovalov, e viene superato da Nadal dopo due tie-break. A Houston sconfigge in semifinale Kyrgios e conquista il suo quarto titolo ATP battendo Isner per 6-3, 7-6 nella finale con i tennisti più alti della storia dell'ATP Tour. Chiude la stagione per via di un infortunio all'anca occorsogli al torneo di Washington.

### 2023-2024, altri infortuni, lunghe convalescenze e rientri
A fine estate del 2023, quando era pronto per fare il suo rientro, un nuovo infortunio al polso lo costringe a prolungare l'inattività. Torna alle competizioni a fine ottobre al Charlottesville Men's Pro Challenger ed è costretto a ritirarsi prima del match di secondo turno a causa di un altro infortunio, questa volta al braccio, terminando la stagione con un solo incontro all'attivo.
Fa il suo nuovo rientro nel luglio 2024 come nº 1188 del mondo all'Hall of Fame Open di Newport, dove stabilisce il record per essere diventato il semifinalista di un torneo ATP con il ranking più basso di sempre, viene eliminato da Alex Michelsen e risale al 430º posto. Nei successivi due tornei ATP viene eliminato al secondo turno, ed esce poi per tre volte al turno di esordio. Si mette invece in luce vincendo entrambi i singolari giocati nella fase a gruppi alle Finals di Coppa Davis e gli Stati Uniti accedono ai quarti. Saranno gli ultimi risultati di rilievo di una stagione che chiude al 293º posto del ranking.

### 2025, una finale ATP
All'esordio stagionale raggiunge senza perdere alcun set la prima finale ATP dopo due anni e nove mesi al Brisbane International, elimina tra gli altri il nº 7 del mondo Novak Đoković e si ritira nel corso del match decisivo contro Jiří Lehečka; a fine torneo rientra nella top 200. Continua la risalita raggiungendo il secondo turno agli Australian Open e i quarti al Dallas Open, vince alcuni altri match di primo turno nei tornei seguenti e si porta a ridosso della top 100. Al Miami Open sconfigge il nº 12 ATP Holger Rune nel tie-break del terzo set ed esce di scena al terzo turno. Torna nella top 100 dopo aver raggiunto il secondo turno al Madrid Open e i quarti di finale al Challenger 175 di Aix-en-Provence. Non va oltre il secondo turno al Roland Garros, mentre sull'erba del Rosmalen Open sconfigge il nº 11 ATP Daniil Medvedev e perde in semifinale contro Zizou Bergs. Nei successivi tre tornei sull'erba, compreso Wimbledon, non va oltre il secondo turno.
Al Canadian Open esce di scena al terzo turno per mano di Learner Tien, dopo aver eliminato il nº 22 ATP Tomas Machac. Al secondo turno del Cincinnati Open sconfigge in due set il nº 8 del mondo Alex de Minaur.

## Caratteristiche tecniche
Alto 211 cm, è il tennista più alto della storia a pari merito con Ivo Karlović. Opelka è dotato di un servizio potentissimo, che raggiunge i 235 km/h. Come molti dei giocatori della sua stazza ha come altro punto di forza il dritto. I suoi fondamentali sono stati impostati da Tom Gullikson ex-tennista di doppio che gli ha modificato anche le impugnature, da western a semi-western per il diritto, e da eastern a continental per la volée. Con il coach Jay Berger ha sviluppato un gioco più aggressivo, prendendo più rischi, dato che può sempre contare sulla sua dominanza, oltre il 90%, nei giochi in cui è al servizio.

## Sponsor ed equipaggiamento
Opelka ha avuto diverse sponsorizzazioni in seguito ai brillanti risultati conseguiti presto nella sua carriera. Ha avuto un contratto con New Balance prima e dal 2020 con Fila per l'abbigliamento.
È ambasciatore del marchio austriaco Red Bull.
Inoltre è legato commercialmente anche alla marca di racchette Wilson, di cui usa il modello Pro Staff 97.
Lo statunitense è rappresentato dal 2015 dall'agenzia Lagardere Unlimited Agency, che include fra i suoi clienti altri tennisti americani come John Isner, Sam Querrey e i fratelli Bob e Mike Bryan del doppio.

## Controversie
Durante la pandemia di Covid-19 si è lamentato insieme ad altri tennisti della costante disinformazione sulla programmazione ATP, che è nota prima ai media che ai giocatori. Fa sentire spesso la sua opinione sui tennisti e sul tennis, difendendo Novak Djokovic contro la cattiva stampa che riceve, attaccando la riduzione dei montepremi dei tornei a causa della pandemia e prendendo posizione contro le minacce che molti tennisti ricevono da scommettitori sui canali social. Si è mantenuto attivo durante il lockdown donando mascherine protettive alla popolazione locale. Aderisce alla PTPA (Professional Tennis Players Association), associazione che riunisce i tennisti professionisti fuoriusciti dall'ATP e co-fondata da Djokovic e Pospisil, denunciando fra le altre cose il conflitto d'interesse all'interno dell'ATP. Nel 2022 sempre sulla giusta ripartizione dei premi partita è giunto a chiedere la dimissioni del CEO dell'ATP, Gaudenzi. Nel 2023, durante la sua fase di riabilitazione dopo l'operazione all'anca, si è espresso pubblicamente per l'abolizione della disciplina del doppio perché a suo dire "viene guardato solo quando giocano i fratelli Bryan" (ritirati, ndr), "... e i singolaristi della top 100" (11, alla data della sua dichiarazione, ndr).

## Statistiche

### Singolare

#### Vittorie (4)
| Legenda              |
| Grande Slam (0)      |
| ATP Finals (0)       |
| ATP Masters 1000 (0) |
| ATP Tour 500 (0)     |
| ATP Tour 250 (4)     |

| N. | Data             | Torneo                                       | Superficie  | Avversario in finale | Punteggio           |
| 1. | 17 febbraio 2019 | New York Open, New York                      | Cemento (i) | Brayden Schnur       | 6-1, 6(7)-7, 7-6(7) |
| 2. | 23 febbraio 2020 | Delray Beach Open, Delray Beach              | Cemento     | Yoshihito Nishioka   | 7-5, 6(4)-7, 6-2    |
| 3. | 13 febbraio 2022 | Dallas Open, Dallas                          | Cemento     | Jenson Brooksby      | 7-6(5), 7-6(3)      |
| 4. | 10 aprile 2022   | U.S. Men's Clay Court Championships, Houston | Terra rossa | John Isner           | 6-3, 7-6(7)         |

#### Finali perse (3)
| Legenda              |
| Grande Slam (0)      |
| ATP Finals (0)       |
| ATP Masters 1000 (1) |
| ATP Tour 500 (0)     |
| ATP Tour 250 (2)     |

| N. | Data             | Torneo                           | Superficie | Avversari in finale | Punteggio      |
| 1. | 15 agosto 2021   | Canadian Open, Toronto           | Cemento    | Daniil Medvedev     | 4-6, 3-6       |
| 2. | 20 febbraio 2022 | Delray Beach Open, Delray Beach  | Cemento    | Cameron Norrie      | 6(1)-7, 6(4)-7 |
| 3. | 5 gennaio 2025   | Brisbane International, Brisbane | Cemento    | Jiří Lehečka        | 1-4, rit.      |

### Doppio

#### Vittorie (1)
| Legenda              |
| Grande Slam (0)      |
| ATP Finals (0)       |
| ATP Masters 1000 (0) |
| ATP Tour 500 (0)     |
| ATP Tour 250 (1)     |

| N. | Data          | Torneo                | Superficie | Compagno      | Avversari in finale           | Punteggio           |
| 1. | 1 agosto 2021 | Atlanta Open, Atlanta | Cemento    | Jannik Sinner | Jordan Thompson Steve Johnson | 6-4, 6(6)-7, [10-3] |

#### Finali perse (3)
| Legenda              |
| Grande Slam (0)      |
| ATP Finals (0)       |
| ATP Masters 1000 (0) |
| ATP Tour 500 (2)     |
| ATP Tour 250 (1)     |

| N. | Data             | Torneo                             | Superficie  | Compagno      | Avversari in finale                 | Punteggio      |
| 1. | 27 ottobre 2019  | Swiss Indoors, Basilea             | Cemento (i) | Taylor Fritz  | Jean-Julien Rojer Horia Tecău       | 5-7, 3-6       |
| 2. | 16 febbraio 2020 | New York Open, New York            | Cemento (i) | Steve Johnson | Dominic Inglot Aisam-ul-Haq Qureshi | 6(5)-7, 6(6)-7 |
| 3. | 20 giugno 2021   | Queen's Club Championships, Londra | Erba        | John Peers    | Pierre-Hugues Herbert Nicolas Mahut | 4-6, 5-7       |

### Tornei minori

#### Singolare

##### Vittorie (4)
| Legenda tornei minori |
| Challenger (4)        |
| Futures (0)           |

| N. | Data             | Torneo                                                | Superficie  | Avversario in finale | Punteggio        |
| 1. | 5 novembre 2016  | Charlottesville Men's Pro Challenger, Charlottesville | Cemento (i) | Ruben Bemelmans      | 6-4, 2-6, 7-6(5) |
| 2. | 20 maggio 2018   | Tournoi International de Bordeaux, Bordeaux           | Terra rossa | Grégoire Barrère     | 6(5)-7, 6-4, 7-5 |
| 3. | 11 novembre 2018 | Knoxville Challenger, Knoxville                       | Cemento (i) | Bjorn Fratangelo     | 7-5, 4-6, 7-6(2) |
| 4. | 17 novembre 2018 | Champaign-Urbana Challenger, Champaign-Urbana         | Cemento (i) | Ryan Shane           | 7-6(6), 6-3      |

### Finali Grand Slam junior

#### Singolare

##### Vittorie (1)
| Tornei del Grande Slam  |
| ----------------------- |
| Australian Open (0)     |
| Open di Francia (0)     |
| Torneo di Wimbledon (1) |
| US Open (0)             |

| N. | Data           | Torneo                      | Superficie | Avversario in finale | Punteggio   |
| 1. | 11 luglio 2015 | Torneo di Wimbledon, Londra | Erba       | Mikael Ymer          | 7-6(7), 6-4 |

#### Doppio

##### Finali perse (1)
| Tornei del Grande Slam  |
| ----------------------- |
| Australian Open (0)     |
| Open di Francia (0)     |
| Torneo di Wimbledon (1) |
| US Open (0)             |

| N. | Data           | Torneo                      | Superficie | Compagno        | Avversario in finale     | Punteggio   |
| 1. | 11 luglio 2015 | Torneo di Wimbledon, Londra | Erba       | Akira Santillan | Sumit Nagal Lý Hoàng Nam | 6(4)-7, 4-6 |

## Risultati in progressione
| Sigla | Risultato               |
| ----- | ----------------------- |
| V     | Vincitore               |
| F     | Finalista               |
| SF    | Semifinalista           |
| O     | Oro olimpico            |
| A     | Argento olimpico        |
| SF    | Bronzo olimpico         |
| QF    | Quarti di Finale        |
| 4T    | Quarto turno            |
| 3T    | Terzo turno             |
| 2T    | Secondo turno           |
| 1T    | Primo turno             |
| RR    | Round Robin             |
| LQ    | Turno di qualificazione |
| A     | Assente                 |
| ND    | Non disputato           |

| Legenda superfici    |
| -------------------- |
| Cemento              |
| Terra battuta        |
| Erba                 |
| Superficie variabile |

### Singolare
| Tornei Grande Slam |     |     |     |     |     |     |     |     |     |     |     |       |
| Australian Open    | A   | A   | 1T  | Q1  | 2T  | 1T  | 2T  | 3T  | A   | A   | 2T  | 5-6   |
| Roland Garros      | A   | A   | Q3  | Q2  | 1T  | 1T  | 3T  | 1T  | A   | A   | 2T  | 3-5   |
| Wimbledon          | A   | A   | Q1  | Q2  | 3T  | ND  | 1T  | 2T  | A   | A   | 2T  | 4-4   |
| US Open            | Q2  | Q2  | Q2  | Q1  | 2T  | 1T  | 4T  | A   | A   | 1T  |     | 4-4   |
| Vittorie-Sconfitte | 0-0 | 0-0 | 0-1 | 0-0 | 4-4 | 0-3 | 6-4 | 3-3 | 0-0 | 0-1 | 3-3 | 16-19 |

### Doppio
| Tornei Grande Slam |     |     |     |     |     |     |     |     |     |
| Australian Open    | A   | A   | A   | A   | A   | A   | A   | A   | 0-0 |
| Roland Garros      | A   | A   | A   | A   | 1T  | A   | A   | A   | 0-1 |
| Wimbledon          | A   | A   | A   | A   | A   | ND  | A   | A   | 0-0 |
| US Open            | 1T  | A   | 2T  | 1T  | A   | A   | A   | A   | 1-3 |
| Vittorie-Sconfitte | 0-1 | 0-0 | 1-1 | 0-1 | 0-1 | 0-0 | 0-0 | 0-0 | 1-4 |

## Vittorie contro giocatori top 10
| Stagione | 2018 | 2019 | 2020 | 2021 | 2022 | 2023 | 2024 | 2025 | Totale |
| -------- | ---- | ---- | ---- | ---- | ---- | ---- | ---- | ---- | ------ |
| Vittorie | 1    | 3    | 2    | 1    | 0    | 0    | 0    | 2    | 9      |

| #    | Giocatore             | Rank | Torneo                               | Superficie  | Turno | Punteggio                      |
| ---- | --------------------- | ---- | ------------------------------------ | ----------- | ----- | ------------------------------ |
| 2018 |                       |      |                                      |             |       |                                |
| 1.   | Jack Sock             | 8    | Delray Beach Open, Delray Beach      | Cemento     | 2T    | 4-6, 7-5, 6-3                  |
| 2019 |                       |      |                                      |             |       |                                |
| 2.   | John Isner            | 10   | Australian Open, Melbourne           | Cemento     | 1T    | 7-6(4), 7-6(6), 6(4)-7, 7-6(5) |
| 3.   | John Isner (2)        | 9    | New York Open, New York City         | Cemento (i) | SF    | 6(8)-7, 7-6(14), 7-6(4)        |
| 4.   | Roberto Bautista Agut | 9    | Swiss Indoors, Basilea               | Cemento (i) | QF    | 6-3, 3-6, 6-3                  |
| 2020 |                       |      |                                      |             |       |                                |
| 5.   | Matteo Berrettini     | 8    | Cincinnati Open, Cincinnati          | Cemento     | 3T    | 6-3, 7-6(4)                    |
| 6.   | Daniil Medvedev       | 6    | St. Petersburg Open, San Pietroburgo | Cemento (i) | 2T    | 2-6, 7-5, 6-4                  |
| 2021 |                       |      |                                      |             |       |                                |
| 7.   | Stefanos Tsitsipas    | 3    | Canadian Open, Toronto               | Cemento     | SF    | 6(2)-7, 7-6(4), 6-4            |
| 2025 |                       |      |                                      |             |       |                                |
| 8.   | Novak Đoković         | 7    | Brisbane International, Brisbane     | Cemento     | QF    | 7-6(6), 6-3                    |
| 9.   | Alex de Minaur        | 8    | Cincinnati Open, Cincinnati          | Cemento     | 2T    | 7–6(6), 6–4                    |